# Сан Ђорђо (Перуђа)
Сан Ђорђо је насеље у Италији у округу Перуђа, региону Умбрија.
Према процени из 2011. у насељу је живело 69 становника. Насеље се налази на надморској висини од 910 м.